# Jateorhiza macrantha
Jateorhiza macrantha là một loài thực vật có hoa trong họ Biển bức cát. Loài này được (Hook.f.) Exell & Mendonça mô tả khoa học đầu tiên năm 1935.